# شهرستان سالاواتسکی
شهرستان سالاواتسکی (به لاتین: Salavatsky District) یک شهرستان در روسیه است که در باشقیرستان واقع شده‌است.